# Lista de episódios de Boku no Hero Academia

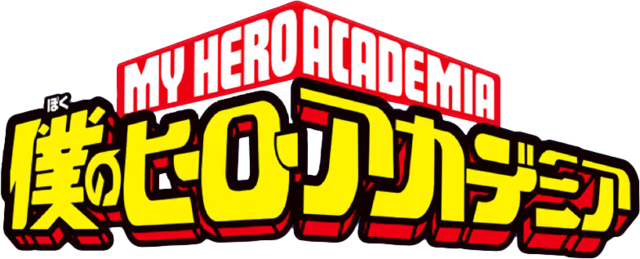
Logo da série

Esta é a lista de episódios de Boku no Hero Academia (japonês: 僕のヒーローアカデミア, lit. "Minha Academia de Heróis", também conhecido pelo nome em inglês My Hero Academia), um anime baseado no mangá de mesmo nome escrito e ilustrado por Kōhei Horikosh entre 2014 e 2024. Ambientado em um mundo onde superpoderes (chamados de "Individualidades") se tornaram comuns, a história segue Izuku Midoriya, um menino que nasceu sem uma Individualidade, mas que ainda sonha em se tornar um super-herói. Ele é observado pelo maior herói do mundo, All Might, que lhe concede sua Individualidade após reconhecer seu potencial e o ajuda a se matricular em uma escola para heróis em formação.
Em 29 de outubro de 2015, o site oficial do mangá anunciou que a série receberia uma adaptação para anime produzida pelo estúdio Bones. O anime é dirigido por Kenji Nagasaki, escrito por Yōsuke Kuroda e apresenta designs de personagens de Yoshihiko Umakoshi. O elenco de dublagem conta com Daiki Yamashita como Midoriya, Kenta Miyake como All Might, Nobuhiko Okamoto como Katsuki Bakugo, Yūki Kaji como Shoto Todoroki e Ayane Sakura como Ochako Uraraka. Sete temporadas foram produzidas: a primeira foi ao ar de 3 de abril a 26 de junho de 2016 na TBS, MBS e outras estações da Japan News Network, a segunda foi exibida entre 1º de abril a 30 de setembro de 2017 na NTV e YTV, a terceira foi transmitida entre 7 de abril a 29 de setembro de 2018, a quarta foi ao ar de 12 de outubro de 2019 a 4 de abril de 2020, a quinta foi exibida entre 27 de março e 25 de setembro de 2021, e a sexta foi transmitida de 1º de outubro de 2022 a 25 de março de 2023. A sétima temporada foi ao ar de 4 de maio a 12 de outubro de 2024, com 4 especiais de recapitulação exibidos em abril. Uma oitava e última temporada está programada para estrear no quarto trimestre de 2025. A série usou 26 músicas-tema para seus créditos: 13 como temas de abertura e 13 como temas de encerramento.
A série ganhou uma dublagem em português brasileiro no site da Funimation, que foi realizada pelo estúdio Dubrasil. Também foi exibido no canal Loading a partir de 13 de janeiro de 2021. Em Portugal o anime é exibido no Biggs desde 8 de julho de 2019 com dublagem em português europeu. Em 1 de dezembro de 2020, passou a ser disponível no catálogo da Netflix. A distribuidora espanhola Selecta Visión publicou DVDs e blu-rays com a dublagem portuguesa. Em ambos os países o anime também está disponível na Crunchyroll.

## Resumo da série
| Temporada | Temporada | Episódios | Episódios | Originalmente exibido | Originalmente exibido  |
| Temporada | Temporada | Episódios | Episódios | Estreia da temporada  | Final da temporada     |
| --------- | --------- | --------- | --------- | --------------------- | ---------------------- |
|           | 1         | 13        | 13        | 3 de abril de 2016    | 26 de junho de 2016    |
|           | 2         | 25        | 25        | 1 de abril de 2017    | 30 de setembro de 2017 |
|           | 3         | 25        | 25        | 7 de abril de 2018    | 29 de setembro de 2018 |
|           | 4         | 25        | 25        | 12 de outubro de 2019 | 4 de abril de 2020     |
|           | 5         | 25        | 25        | 27 de março de 2021   | 25 de setembro de 2021 |
|           | 6         | 25        | 25        | 1 de outubro de 2022  | 25 de março de 2023    |
|           | 7         | 21        | 21        | 4 de maio de 2024     | 12 de outubro de 2024  |

## Lista de episódios

### 1.ª temporada (2016)
| N.º geral | N.º temp. | Título no Brasil (Título em japonês)                                                                            | Dirigido por              | Roteiro por            | Exibição original   |
| --------- | --------- | --- | ------------------------- | ---------------------- | ------------------- |
| 1         | 1         | "Izuku Midoriya: A Origem" Transliteração: "Midoriya Izuku: Orijin" (em japonês: 緑谷出久：オリジン)            | Takurō Tsukada            | Kenji Nagasaki         | 3 de abril de 2016  |
| 2         | 2         | "O Pré-Requisito de Super-Herói" Transliteração: "Hīrō no Jōken" (em japonês: ヒーローの条件)                   | Daisuke Tsukushi          | Kenji Nagasaki         | 10 de abril de 2016 |
| 3         | 3         | "Músculos que Rugem" Transliteração: "Unare kin'niku" (em japonês: うなれ筋肉)                                  | Yoshifumi Sasahara        | Katsumi Terahigashi    | 17 de abril de 2016 |
| 4         | 4         | "Linha de Partida" Transliteração: "Sutaato Rain" (em japonês: スタートライン)                                  | Masato Miyoshi            | Tōru Yoshida           | 24 de abril de 2016 |
| 5         | 5         | "Tudo o que Posso Fazer por Ora" Transliteração: "Ima Boku ni Dekiru Koto wo" (em japonês: 今 僕に出来ることを) | Satoshi Nakagawa          | Katsuyuki Kodera       | 1 de maio de 2016   |
| 6         | 6         | "Se Enfureça, Nerd de Merda" Transliteração: "Takere Kusonādo" (em japonês: 猛れクソナード)                     | Takurō Tsukada            | Kō Matsuo              | 8 de maio de 2016   |
| 7         | 7         | "Deku versus Kazinho" Transliteração: "Deku bāsasu Kacchan" (em japonês: デクvsかっちゃん)                      | Geisei Morita             | Takayuki Tanaka        | 15 de maio de 2016  |
| 8         | 8         | "A Linha de Largada do Bakugo" Transliteração: "Sutāto Rain, Bakugō no." (em japonês: スタートライン、爆豪の)   | Yoshifumi Sasahara        | Satomi Nakamura        | 22 de maio de 2016  |
| 9         | 9         | "Isso, dê o seu Melhor, Iida!" Transliteração: "Ii zo Ganbare Īda-kun!" (em japonês: いいぞガンバレ飯田くん！)  | Masashi Abe               | Katsuyuki Kodera       | 29 de maio de 2016  |
| 10        | 10        | "Encontro com o Desconhecido" Transliteração: "Michi to no Sōgū" (em japonês: 未知との遭遇)                     | Takurō Tsukada            | Shinji Ishihira        | 5 de junho de 2016  |
| 11        | 11        | "Game Over" Transliteração: "Gēmu Ōbā" (em japonês: ゲームオーバー)                                             | Takahiro Natori           | Takahiro Natori        | 12 de junho de 2016 |
| 12        | 12        | "All Might" Transliteração: "Ōru Maito" (em japonês: オールマイト)                                              | Tsuyoshi Tobita Hakuyu Go | Tōru Yoshida Hakuyu Go | 19 de junho de 2016 |
| 13        | 13        | "Em Cada um dos Nossos Corações" Transliteração: "Onoono no Mune ni" (em japonês: 各々の胸に)                   | Tomo Ōkubo                | Katsuyuki Kodera       | 26 de junho de 2016 |

### 2.ª temporada (2017)
| N.º geral | N.º temp. | Título no Brasil (Título em japonês) | Dirigido por             | Roteiro por     | Exibição original      |
| --------- | --------- | --- | ------------------------ | --------------- | ---------------------- |
| 14        | 1         | "Isso Mesmo, Ochaco" Transliteração: "Sou iu Koto ne Ochako-san" (em japonês: そういうことね お茶子さん)                                                             | Tetsuya Miyanishi        | Kenji Nagasaki  | 1 de abril de 2017     |
| 15        | 2         | "O Festival Desportivo Ruge" Transliteração: "Unare Taiikusai" (em japonês: うなれ体育祭)                                                                            | Tomo Ōkubo               | Kō Matsuo       | 8 de abril de 2017     |
| 16        | 3         | "Com as suas Próprias Individualidades" Transliteração: "Minna Koseiteki de ii ne" (em japonês: みんな個性的でいいね)                                                | Hitomi Ezoe              | Shinji Ishihira | 15 de abril de 2017    |
| 17        | 4         | "Estratégia, Estratégia, Estratégia" Transliteração: "Saku Saku Saku" (em japonês: 策策策)                                                                           | Takudai Kakuchi          | Kō Matsuo       | 22 de abril de 2017    |
| 18        | 5         | "A Decisão da Batalha de Cavalaria" Transliteração: "Kibasen Kecchaku" (em japonês: 騎馬戦決着)                                                                      | Tetsuya Miyanishi        | Ken Ōtsuka      | 29 de abril de 2017    |
| 19        | 6         | "O Garoto que Nasceu com Tudo" Transliteração: "Subete o Motte Umareta Otokonoko" (em japonês: 全てを持って生まれた男の子)                                           | Yōhei Fukui              | Seiji Mizushima | 6 de maio de 2017      |
| 20        | 7         | "Vitória ou Derrota" Transliteração: "Kachimake" (em japonês: 勝ち負け)                                                                                              | Tomo Ōkubo               | Tomo Ōkubo      | 13 de maio de 2017     |
| 21        | 8         | "Energizem-se, Desafiantes!" Transliteração: "Furue! Charenjā" (em japonês: 奮え！チャレンジャー)                                                                    | Satoshi Takafuji         | Kō Matsuo       | 20 de maio de 2017     |
| 22        | 9         | "Bakugo vs. Uraraka" Transliteração: "Bakugō bāsasu Uraraka" (em japonês: 爆豪vs麗日)                                                                                | Hitomi Ezoe              | Shinji Ishihira | 27 de maio de 2017     |
| 23        | 10        | "Shoto Todoroki: A Origem" Transliteração: "Todoroki Shōto: Orijin" (em japonês: 轟 焦凍:オリジン)                                                                   | Tetsuya Miyanishi        | Shinji Satō     | 3 de junho de 2017     |
| 24        | 11        | "Iida, Força" Transliteração: "Īda-kun Faito" (em japonês: 飯田くんファイト)                                                                                         | Tōru Yoshida             | Ken Ōtsuka      | 10 de junho de 2017    |
| 25        | 12        | "Todoroki vs. Bakugo" Transliteração: "Todoroki bāsasu Bakugō" (em japonês: 轟vs爆豪)                                                                                | Satoshi Takafuji         | Ken Ōtsuka      | 17 de junho de 2017    |
| 26        | 13        | "Hora de Escolher Nomes" Transliteração: "Namae o Tsuke te Miyō no Kai" (em japonês: 轟vs爆豪)                                                                       | Takudai Kakuchi          | Satomi Nakamura | 24 de junho de 2017    |
| 27        | 14        | "Bizarro! Gran Torino Aparece!" Transliteração: "Kaiki! Guran Torino Arawaru" (em japonês: 轟vs爆豪)                                                                 | Yūji Ōya                 | Kō Matsuo       | 8 de julho de 2017     |
| 28        | 15        | "Midoriya e Shigaraki" Transliteração: "Midoriya to Shigaraki" (em japonês: 緑谷と死柄木)                                                                            | Tomo Ōkubo               | Tomo Ōkubo      | 15 de julho de 2017    |
| 29        | 16        | "Stain, o Assassino de Super-Heróis vs. Alunos da U.A." Transliteração: "Hīrō Goroshi Sutein bāsasu U.A. Seito" (em japonês: ヒーロー殺し ステインvs雄英生徒)        | Hitomi Ezoe Sayaka Ikeda | Michio Fukuda   | 22 de julho de 2017    |
| 30        | 17        | "Conclusão" Transliteração: "Ketchaku" (em japonês: 決着) | Satoshi Takafuji         | Ken Ōtsuka      | 29 de julho de 2017    |
| 31        | 18        | "A Repercussão da Batalha Contra Stain, o Assassino de Super-Heróis" Transliteração: "Hīrō Goroshi Sutein' Sono Yoha" (em japonês: 「ヒーロー殺しステイン」その余波) | Takudai Kakuchi          | Seiji Mizushima | 5 de agosto de 2017    |
| 32        | 19        | "Os Estágios de Cada Um" Transliteração: "Sorezore no Shokuba Taiken" (em japonês: それぞれの職場体験)                                                               | Ikurō Satō               | Shinji Satō     | 12 de agosto de 2017   |
| 33        | 20        | "Aprenda!! Uma História do Passado" Transliteração: "Shire!! Mukashi no Hanash" (em japonês: 知れ!!昔の話)                                                           | Takayuki Yamamoto        | Kō Matsuo       | 19 de agosto de 2017   |
| 34        | 21        | "Preparem-se para a Prova Final" Transliteração: "Sonaero Kimatsu Tesuto" (em japonês: 備えろ期末テスト)                                                             | Tomo Ōkubo               | Shinji Ishihira | 2 de setembro de 2017  |
| 35        | 22        | "A Ascensão de Yaoyorozu" Transliteração: "Yaoyorozu: Raijingu" (em japonês: 八百万：ライジング)                                                                     | Takudai Kakuchi          | Michio Fukuda   | 9 de setembro de 2017  |
| 36        | 23        | "Tire a Camada Externa" Transliteração: "Mukero Hitokawa" (em japonês: むけろ一皮)                                                                                   | Satoshi Takafuji         | Ken Ōtsuka      | 16 de setembro de 2017 |
| 37        | 24        | "Katsuki Bakugo: A Origem" Transliteração: "Bakugō Katsuki: Orijin" (em japonês: 爆豪勝己：オリジン)                                                                 | Tomo Ōkubo               | Shinji Satō     | 23 de setembro de 2017 |
| 38        | 25        | "Encontro" Transliteração: "Enkauntā" (em japonês: エンカウンター)                                                                                                   | Takudai Kakuchi          | Kō Matsuo       | 30 de setembro de 2017 |

### 3.ª temporada (2018)
| N.º geral | N.º temp. | Título no Brasil (Título em japonês) | Dirigido por            | Roteiro por       | Exibição original      |
| --------- | --------- | --- | ----------------------- | ----------------- | ---------------------- |
| 39        | 1         | "Início de Jogo" Transliteração: "Gēmu Sutāto" (em japonês: ゲーム・スタート)                                                             | Takudai Kakuchi         | Takudai Kakuchi   | 7 de abril de 2018     |
| 40        | 2         | "Wild, Wild Pussycats" Transliteração: "Wairudo Wairudo Pusshīkyattsu" (em japonês: ワイルド・ワイルド・プッシーキャッツ)                 | Tomo Ōkubo              | Shinji Satō       | 14 de abril de 2018    |
| 41        | 3         | "Kota" Transliteração: "Kōta-kun" (em japonês: 洸汰くん)                                                                                  | Tetsuya Miyanishi       | Satoshi Matsumoto | 21 de abril de 2018    |
| 42        | 4         | "O Meu Super-Herói" Transliteração: "Boku no Hīrō" (em japonês: 僕のヒーロー)                                                             | Shōji Ikeno             | Michio Fukuda     | 28 de abril de 2018    |
| 43        | 5         | "Bate com Tudo, Punho de Ferro!!!" Transliteração: "Buchikomu Tekken!!!" (em japonês: ブチ込む鉄拳!!!)                                    | Naoki Hishikawa         | Ken Ōtsuka        | 5 de maio de 2018      |
| 44        | 6         | "Crise Gritante" Transliteração: "Ganaru Fūunkyū" (em japonês: がなる風雲急)                                                              | Shōji Ikeno             | Shinji Satō       | 12 de maio de 2018     |
| 45        | 7         | "Que Virada!" Transliteração: "Ten Ten Ten!" (em japonês: 転転転!)                                                                        | Tomo Ōkubo              | Tomo Ōkubo        | 19 de maio de 2018     |
| 46        | 8         | "De Iida para Midoriya" Transliteração: "Īda-kara Midoriya e" (em japonês: 飯田から緑谷へ)                                                | Tetsuya Miyanishi       | Shinji Ishihira   | 26 de maio de 2018     |
| 47        | 9         | "All For One" Transliteração: "Ōru Fō Wan" (em japonês: オール・フォー・ワン)                                                             | Yūsuke Kamata           | Ken Ōtsuka        | 2 de junho de 2018     |
| 48        | 10        | "Símbolo da Paz" Transliteração: "Heiwa no Shōchō" (em japonês: 平和の象徴)                                                               | Yūji Ōya                | Shinji Ishihira   | 9 de junho de 2018     |
| 49        | 11        | "One For All" Transliteração: "Wan Fō Ōru" (em japonês: ワン・フォー・オール)                                                             | Tetsuya Miyanishi       | Shinji Ishihira   | 16 de junho de 2018    |
| 50        | 12        | "O Fim do Começo, o Começo do Fim" Transliteração: "Hajimari no Owari Owari no Hajimari" (em japonês: 始まりの終わり 終わりの始まり)      | Shōji Ikeno             | Satomi Nakamura   | 23 de junho de 2018    |
| 51        | 13        | "Entrando nos Dormitórios" Transliteração: "Haire Ryō" (em japonês: 入れ寮)                                                               | Tetsuya Miyanishi       | Takashi Kawabata  | 30 de junho de 2018    |
| 52        | 14        | "Criem Técnicas Secretas" Transliteração: "Ame Hissatsuwaza" (em japonês: 編め必殺技)                                                     | Satoshi Takafuji        | Shinji Ishihira   | 14 de julho de 2018    |
| 53        | 15        | "A Prova" Transliteração: "Za Shiken" (em japonês: THE試験)                                                                               | Masahiro Mukai          | Kō Matsuo         | 21 de julho de 2018    |
| 54        | 16        | "Colégio Shiketsu à Espreita" Transliteração: "Haiyoru Shiketsu Kōkō" (em japonês: 這い寄る士傑高校)                                      | Tetsuya Miyanishi       | Motonobu Hori     | 28 de julho de 2018    |
| 55        | 17        | "Turma 1-A" Transliteração: "Ichi-Nen Ei-Gumi" (em japonês: 1年A組)                                                                       | Takahiro Hasui          | Shinji Ishihira   | 4 de agosto de 2018    |
| 56        | 18        | "RUSH!" | Shōji Ikeno             | Atsushi Takahashi | 11 de agosto de 2018   |
| 57        | 19        | "Exercícios de Resgate" Transliteração: "Kyūjo Enshū" (em japonês: 救助演習)                                                              | Masahiro Mukai          | Shinji Ishihira   | 18 de agosto de 2018   |
| 58        | 20        | "Episódio Especial: Salve o Mundo com Amor!" Transliteração: "Tokubetsu-hen・Ai de Chikyū o Sukue!" (em japonês: 特別編・愛で地球を救え!) | Tetsuya Miyanishi       | Shinji Satō       | 25 de agosto de 2018   |
| 59        | 21        | "O que Vamos Fazer?" Transliteração: "Nani o Shitendayo" (em japonês: 何をしてんだよ)                                                     | Ikurō Satō              | Shinji Satō       | 1 de setembro de 2018  |
| 60        | 22        | "Uma Conversa sobre 'Individualidade'" Transliteração: "Temee no "Kosei" no Hanashida" (em japonês: てめェの"個性"の話だ)                 | Tomo Ōkubo              | Shinji Ishihira   | 8 de setembro de 2018  |
| 61        | 23        | "Deku vs. Kazinho - 2ª parte" Transliteração: "Deku bāsasu Kacchan 2" (em japonês: デクvsかっちゃん2)                                     | Masashi Abe Shōji Ikeno | Shinji Satō       | 15 de setembro de 2018 |
| 62        | 24        | "Estação de Encontros" Transliteração: "Deai no Kisetsu" (em japonês: 出会いの季節)                                                       | Tomo Ōkubo              | Shinji Ishihira   | 22 de setembro de 2018 |
| 63        | 25        | "Invencível" Transliteração: "Muteki" (em japonês: 無敵)                                                                                  | Kenji Nagasaki          | Kenji Nagasaki    | 29 de setembro de 2018 |

### 4.ª temporada (2019–20)
| N.º geral | N.º temp. | Título no Brasil (Título em japonês) | Dirigido por                  | Roteiro por                     | Exibição original       |
| --------- | --------- | --- | ----------------------------- | ------------------------------- | ----------------------- |
| 64        | 1         | "Furo sobre a Turma 1-A da U.A." Transliteração: "Sukūpu U.A. Ichi-Nen Ei-Gumi" (em japonês: スクープ雄英1年A組)                                                                             | Naomi Nakayama                | Masahiro Mukai                  | 12 de outubro de 2019   |
| 65        | 2         | "Overhaul" Transliteração: "Ōbāhōru" (em japonês: オーバーホール) | Tomo Ōkubo                    | Masahiro Mukai                  | 19 de outubro de 2019   |
| 66        | 3         | "Boy Meets..." Transliteração: "Bōi Mītsu" (em japonês: ボーイ・ミーツ...) | Masashi Abe                   | Takashi Kawabata                | 26 de outubro de 2019   |
| 67        | 4         | "Lutando com o Destino" Transliteração: "Aragau Unmei" (em japonês: 抗う運命) | Shōji Ikeno                   | Kō Matsuo                       | 9 de novembro de 2019   |
| 68        | 5         | "Coragem! Vamos Fazer o Red Riot!" Transliteração: "Gattsuda Rettsura Reddo Raiotto" (em japonês: ガッツだレッツラレッドライオット)                                                          | Tetsuya Miyanishi             | Shinji Ishihira                 | 16 de novembro de 2019  |
| 69        | 6         | "Conversa Desagradável" Transliteração: "Iyana Hanashi" (em japonês: 嫌な話) | Tomo Ōkubo                    | Tomo Ōkubo                      | 23 de novembro de 2019  |
| 70        | 7         | "GO!!" | Miwa Sasaki                   | Miwa Sasaki                     | 30 de novembro de 2019  |
| 71        | 8         | "O Suneater dos Big Three" Transliteração: "Biggu 3 no San'ītā" (em japonês: ビッグ3のサンイーター)                                                                                          | Masashi Abe                   | Shinji Satō                     | 7 de dezembro de 2019   |
| 72        | 9         | "Red Riot" Transliteração: "Reddo Raiotto" (em japonês: 烈怒頼雄斗) | Shōji Ikeno                   | Shinji Ishihira                 | 14 de dezembro de 2019  |
| 73        | 10        | "Esquadrão de Temporários" Transliteração: "Shukkō" (em japonês: 出向) | Tomo Ōkubo                    | Tomo Ōkubo                      | 21 de dezembro de 2019  |
| 74        | 11        | "Lemillion" Transliteração: "Rumirion" (em japonês: ルミリオン) | Tetsuya Miyanishi             | Tetsuya Miyanishi               | 28 de dezembro de 2019  |
| 75        | 12        | "Esperança Invisível" Transliteração: "Mienai Kibō" (em japonês: 見えない希望) | Shōji Ikeno                   | Kō Matsuo                       | 4 de janeiro de 2020    |
| 76        | 13        | "100% Infinito" Transliteração: "Mugen Hyaku-pāsento" (em japonês: 見えない希望) | Masashi Abe Tetsuya Miyanishi | Takashi Kawabata Masahiro Mukai | 11 de janeiro de 2020   |
| 77        | 14        | "Um Futuro Brilhante" Transliteração: "Akarui Mirai" (em japonês: 明るい未来) | Miwa Sasaki                   | Miwa Sasaki                     | 18 de janeiro de 2020   |
| 78        | 15        | "Chamas Ardentes" Transliteração: "Kusuburu Honō" (em japonês: 燻る炎) | Shōji Ikeno                   | Naomi Nakayama                  | 25 de janeiro de 2020   |
| 79        | 16        | "Agarre o Coração Dessas Crianças" Transliteração: "Tsukame Gaki Kokoro" (em japonês: 掴めガキ心)                                                                                            | Hidekazu Hara                 | Hidekazu Hara                   | 1 de fevereiro de 2020  |
| 80        | 17        | "Orgulhem-se, Candidatos à Licença Provisória" Transliteração: "Hokkore Karimen Kōshū" (em japonês: ホッコれ仮免講習)                                                                        | Masashi Abe                   | Takashi Kawabata                | 8 de fevereiro de 2020  |
| 81        | 18        | "Festival Cultural" Transliteração: "Bunkasai" (em japonês: 文化祭) | Tetsuya Miyanishi             | Shinji Ishihira                 | 15 de fevereiro de 2020 |
| 82        | 19        | "O Mais Divertido do Festival Cultural são os Preparativos" Transliteração: "Bunkasai-tte Junbi-shiteru Toki ga Ichiban Tanoshii yo ne" (em japonês: 文化祭って準備してる時が一番楽しいよね) | Shōji Ikeno                   | Kō Matsuo                       | 22 de fevereiro de 2020 |
| 83        | 20        | "Golden Tips Imperial" Transliteração: "Gōrudo Tippusu Inperiaru" (em japonês: ゴールドティップスインペリアル)                                                                               | Masashi Abe                   | Naomi Nakayama                  | 29 de fevereiro de 2020 |
| 84        | 21        | "Deku vs. Gentle Criminal" Transliteração: "Deku bāsasu Jentoru Kuriminaru" (em japonês: デクVSジェントル・クリミナル)                                                                       | Shōji Ikeno                   | Shinji Ishihira                 | 7 de março de 2020      |
| 85        | 22        | "Começa o Festival Cultural!!" Transliteração: "Kaisai Bunkasai!!" (em japonês: 開催文化祭!!)                                                                                                | Miwa Sasaki                   | Miwa Sasaki                     | 14 de março de 2020     |
| 86        | 23        | "Deixe Acontecer! Festival Cultural!" Transliteração: "Tare Nagase! Bunkasai!" (em japonês: 垂れ流せ！文化祭！)                                                                              | Shōji Ikeno                   | Shinji Satō                     | 21 de março de 2020     |
| 87        | 24        | "Classificação de Super-Heróis Japoneses" Transliteração: "Hīrō Birubōdo Chāto Jeipī" (em japonês: ヒーロービルボードチャートJP)                                                             | Masashi Abe                   | Naomi Nakayama                  | 28 de março de 2020     |
| 88        | 25        | "O Começo Dele" Transliteração: "Hajimarino" (em japonês: 始まりの) | Tetsuya Miyanishi             | Tetsuya Miyanishi               | 4 de abril de 2020      |

### 5.ª temporada (2021)
| N.º geral | N.º temp. | Título no Brasil (Título em japonês)                                                                                          | Dirigido por                           | Roteiro por          | Exibição original      |
| --------- | --------- | --- | -------------------------------------- | -------------------- | ---------------------- |
| 89        | 1         | "Todos em Posição! Turma 1-A" Transliteração: "Zen'in Shutsudō! Ichi-nen Ē-gumi" (em japonês: 全員出動！１年Ａ組)             | Tsuyoshi Tobita                        | Masahiro Mukai       | 27 de março de 2021    |
| 90        | 2         | "Vestígios" Transliteração: "Omokage" (em japonês: 面影)                                                                      | Shōji Ikeno                            | Kō Matsuo            | 3 de abril de 2021     |
| 91        | 3         | "Embate! Turma A vs. Turma B" Transliteração: "Gekitotsu! Ē-gumi bāsasu Bī-gumi" (em japonês: 激突！Ａ組ＶＳＢ組)             | Ikurō Satō                             | Shinji Ishihira      | 10 de abril de 2021    |
| 92        | 4         | "Vai nessa, Shinso!" Transliteração: "Soreike Shinsō-kun!" (em japonês: それ行け心操くん！)                                   | Tomo Ōkubo                             | Tomo Ōkubo           | 17 de abril de 2021    |
| 93        | 5         | "Operação Nova Técnica de Improviso" Transliteração: "Shin Waza Sokkyō Operēshon" (em japonês: 新技即興オペレーション)        | Tsuyoshi Tobita                        | Shinji Satō          | 24 de abril de 2021    |
| 94        | 6         | "Olhe para o Futuro" Transliteração: "Saki o Misuete" (em japonês: 先を見据えて)                                              | Shōji Ikeno                            | Shōji Ikeno          | 1 de maio de 2021      |
| 95        | 7         | "A Terceira Partida" Transliteração: "Dai San Shiai" (em japonês: 第３試合)                                                   | Ikurō Satō                             | Shinji Ishihira      | 8 de maio de 2021      |
| 96        | 8         | "A Decisão da Terceira Partida" Transliteração: "Dai San Shiai Ketchaku" (em japonês: 第３試合決着)                           | Tomo Ōkubo                             | Tomo Ōkubo           | 15 de maio de 2021     |
| 97        | 9         | "Deus Ajuda quem Cedo Madruga!" Transliteração: "Sente Hisshō!" (em japonês: 先手必勝！)                                      | Tsuyoshi Tobita                        | Shinji Satō          | 22 de maio de 2021     |
| 98        | 10        | "Herança" Transliteração: "Uketsugu Mono" (em japonês: 受け継ぐモノ)                                                          | Shōji Ikeno                            | Shinji Satō          | 29 de maio de 2021     |
| 99        | 11        | "Nossa Batalha Turbulenta" Transliteração: "Bokura no Dai Ransen" (em japonês: ぼくらの大乱戦)                                | Ikurō Satō                             | Takashi Kawabata     | 5 de junho de 2021     |
| 100       | 12        | "O Novo Poder e o All for One" Transliteração: "Atarashii Chikara to Ōru Fō Wan" (em japonês: 新しい力とオール・フォー・ワン) | Tomo Ōkubo                             | Kō Matsuo Tomo Ōkubo | 12 de junho de 2021    |
| 101       | 13        | "Feliz Natal!" Transliteração: "Merire! Kurisumasu!" (em japonês: メリれ！クリスマス！)                                       | Shōji Ikeno                            | Shōji Ikeno          | 19 de junho de 2021    |
| 102       | 14        | "Para a Agência do Endeavor!" Transliteração: "Iza! Endevā Jimusho" (em japonês: いざ！エンデヴァー事務所)                    | Ikurō Satō                             | Takashi Kawabata     | 26 de junho de 2021    |
| 103       | 15        | "Um Passo de Cada Vez" Transliteração: "Hitotsu Hitotsu" (em japonês: 一つ一つ)                                               | Tsuyoshi Tobita                        | Tomo Ōkubo           | 10 de julho de 2021    |
| 104       | 16        | "Quanto Tempo, Selkie!" Transliteração: "Ohisashiburi Desu Serukī-san" (em japonês: お久しぶりですセルキーさん)               | Ikurō Satō Shōji Ikeno Sayaka Morikawa | Shinji Ishihira      | 17 de julho de 2021    |
| 105       | 17        | "A Infernal Casa da Família Todoroki" Transliteração: "Jigoku no Todoroki-kun Chi" (em japonês: 地獄の轟くん家)               | Shōji Ikeno                            | Takashi Kawabata     | 24 de julho de 2021    |
| 106       | 18        | "Pessoas que Não Podem Ser Perdoadas" Transliteração: "Yurusarezaru Mono" (em japonês: 許されざる者)                          | Tsuyoshi Tobita                        | Shinji Satō          | 31 de julho de 2021    |
| 107       | 19        | "Mais Super-Herói do que Todos" Transliteração: "Dare Yori mo Omae wa Hīrō ni" (em japonês: 誰よりもおまえはヒーローに)       | Masashi Abe                            | Shinji Satō          | 14 de agosto de 2021   |
| 108       | 20        | "Minha Academia de Vilões" Transliteração: "Boku no Viran Akademia" (em japonês: 僕のヴィランアカデミア)                      | Ikurō Satō Takanori Yano               | Kō Matsuo            | 21 de agosto de 2021   |
| 109       | 21        | "Festa do Segundo Advento" Transliteração: "Sairin-sai" (em japonês: 再臨祭)                                                  | Masatoyo Takada                        | Takashi Kawabata     | 28 de agosto de 2021   |
| 110       | 22        | "A Marcha do Homem Triste" Transliteração: "Saddo Manzu Parēdo" (em japonês: サッドマンズパレード)                            | Shōji Ikeno                            | Shōji Ikeno          | 4 de setembro de 2021  |
| 111       | 23        | "Tenko Shimura: Origem" Transliteração: "Shimura Tenko: Orijin" (em japonês: 志村転弧：オリジン)                              | Takayuki Yamamoto                      | Shinji Satō          | 11 de setembro de 2021 |
| 112       | 24        | "Tomura Shigaraki: Origem" Transliteração: "Shigaraki Tomura: Orijin" (em japonês: 死柄木弔：オリジン)                        | Ikurō Satō                             | Takashi Kawabata     | 18 de setembro de 2021 |
| 113       | 25        | "Céu, Um Azul Profundo Nas Alturas" Transliteração: "Sora, Takaku Gunjō" (em japonês: 空、高く群青)                           | Tsuyoshi Tobita                        | Kō Matsuo            | 25 de setembro de 2021 |

### 6.ª temporada (2022–23)
| N.º geral | N.º temp. | Título no Brasil (Título em japonês)                                                                                      | Dirigido por      | Roteiro por       | Exibição original       |
| --------- | --------- | --- | ----------------- | ----------------- | ----------------------- |
| 114       | 1         | "Começo Tranquilo" Transliteração: "Shizukana Hajimari" (em japonês: 静かな始まり)                                        | Tomo Ōkubo        | Tomo Ōkubo        | 1 de outubro de 2022    |
| 115       | 2         | "Mirko, a Número 5" Transliteração: "Nanbā Faibu no Miruko-san" (em japonês: No.5のミルコさん)                            | Shōji Ikeno       | Shōji Ikeno       | 8 de outubro de 2022    |
| 116       | 3         | "One's Justice" | Tsuyoshi Tobita   | Takashi Kawabata  | 15 de outubro de 2022   |
| 117       | 4         | "Sucessão" Transliteração: "Keishō" (em japonês: 継承)                                                                    | Kazuma Komatsu    | Motonobu Hori     | 22 de outubro de 2022   |
| 118       | 5         | "Voltagem da Destruição" Transliteração: "Hametsu no Borutēji" (em japonês: 破滅のボルテージ)                             | Ikurō Satō        | Michio Fukuda     | 29 de outubro de 2022   |
| 119       | 6         | "Encounter 2" Transliteração: "Enkauntā 2" (em japonês: エンカウンター2)                                                  | Tomo Ōkubo        | Tomo Ōkubo        | 5 de novembro de 2022   |
| 120       | 7         | "Disaster Walker" Transliteração: "Dizasutā Wōkā" (em japonês: 災害歩行)                                                  | Shōji Ikeno       | Shōji Ikeno       | 12 de novembro de 2022  |
| 121       | 8         | "União dos Vilões vs. Estudantes da U.A." Transliteração: "Viran Rengō bāsasu Yūei Sei" (em japonês: 敵連合vs雄英生)      | Kazuma Komatsu    | Kō Matsuo         | 19 de novembro de 2022  |
| 122       | 9         | "Katsuki Bakugo: Rising" Transliteração: "Bakugō Katsuki: Raijingu" (em japonês: 爆豪勝己 : ライジング)                   | Tomohiro Kamitani | Tomohiro Kamitani | 26 de novembro de 2022  |
| 123       | 10        | "Pessoas Dentro de Nós" Transliteração: "Bokura no Naka no Hito" (em japonês: 僕らの中の人)                               | Tomo Ōkubo        | Tomo Ōkubo        | 3 de dezembro de 2022   |
| 124       | 11        | "A Dança do Dabi" Transliteração: "Dabi Dansu" (em japonês: ダビダンス)                                                   | Shōji Ikeno       | Shōji Ikeno       | 10 de dezembro de 2022  |
| 125       | 12        | "Fios de Esperança" Transliteração: "Ichiru no Kibō-tachi" (em japonês: 一縷の希望たち)                                   | Ikurō Satō        | Minoru Ōhara      | 17 de dezembro de 2022  |
| 126       | 13        | "Último Estágio" Transliteração: "Rasuto Sutēj" (em japonês: ラストステージ)                                              | Tsuyoshi Tobita   | Tomo Ōkubo        | 24 de dezembro de 2022  |
| 127       | 14        | "Inferno Infernal" Transliteração: "Gokukoku, Jigoku" (em japonês: 極々、地獄)                                            | Shōji Ikeno       | Takashi Kawabata  | 7 de janeiro de 2023    |
| 128       | 15        | "Tártaro" Transliteração: "Tarutarosu" (em japonês: タルタロス)                                                           | Tomo Ōkubo        | Tomo Ōkubo        | 14 de janeiro de 2023   |
| 129       | 16        | "A Infernal Casa da Família Todoroki 2" Transliteração: "Jigoku no Todoroki-kun-chi 2" (em japonês: 地獄の轟くん家 2)     | Kazuma Komatsu    | Takashi Kawabata  | 21 de janeiro de 2023   |
| 130       | 17        | "Descontrole do Fogo" Transliteração: "Hi no Fushimatsu" (em japonês: 火の不始末)                                         | Shōji Ikeno       | Shōji Ikeno       | 28 de janeiro de 2023   |
| 131       | 18        | "Izuku Midoriya e Tomura Shigaraki" Transliteração: "Midoriya Izuku to Shigaraki Tomura" (em japonês: 緑谷出久と死柄木弔) | Ikurō Satō        | Shōji Ikeno       | 4 de fevereiro de 2023  |
| 132       | 19        | "Poder Máximo!!" Transliteração: "Zenryoku!!" (em japonês: 全力!!)                                                        | Shōji Ikeno       | Tomohiro Kamitani | 11 de fevereiro de 2023 |
| 133       | 20        | "Assassina" Transliteração: "Shikaku" (em japonês: 刺客)                                                                  | Tsuyoshi Tobita   | Shinji Satō       | 18 de fevereiro de 2023 |
| 134       | 21        | "A Bela Lady Nagant" Transliteração: "Uruwashiki Redi Nagan" (em japonês: 麗しきレディ・ナガン)                           | Tomo Ōkubo        | Tomo Ōkubo        | 25 de fevereiro de 2023 |
| 135       | 22        | "Amigo" Transliteração: "Tomodachi" (em japonês: 友だち)                                                                  | Shōji Ikeno       | Shōji Ikeno       | 4 de março de 2023      |
| 136       | 23        | "Deku vs. Turma A" Transliteração: "Deku bāsasu Ē-gumi" (em japonês: デクvsA組)                                           | Tomo Ōkubo        | Shinji Satō       | 11 de março de 2023     |
| 137       | 24        | "Declaração de Uma Jovem" Transliteração: "Miseinen no Shuchō" (em japonês: 未成年の主張)                                 | Ikurō Satō        | Kō Matsuo         | 18 de março de 2023     |
| 138       | 25        | "Se Conectando, Se Conectando" Transliteração: "Tsunagaru Tsunagaru" (em japonês: つながるつながる)                       | Shōji Ikeno       | Shinji Satō       | 25 de março de 2023     |

### 7.ª temporada (2024)
| N.º geral | N.º temp. | Título no Brasil (Título em japonês) | Dirigido por       | Roteiro por                               | Exibição original      |
| --------- | --------- | --- | ------------------ | ----------------------------------------- | ---------------------- |
| 139       | 1         | "Bem na Hora! A Incrível Super-Heroína do Ocidente" Transliteração: "Ōbei Girigiri!! Butchigiri no Sugoi Yatsu" (em japonês: 欧米ギリギリ!!ぶっちぎりの凄い奴) | Ikurō Satō         | Naomi Nakayama                            | 4 de maio de 2024      |
| 140       | 2         | "Espectro" Transliteração: "Bōrei" (em japonês: 亡霊) | Shōji Ikeno        | Naomi Nakayama Takahiro Komori Tomo Ōkubo | 11 de maio de 2024     |
| 141       | 3         | "Vilão" Transliteração: "Viran" (em japonês: 敵) | Tomo Ōkubo         | Tomo Ōkubo                                | 18 de maio de 2024     |
| 142       | 4         | "A História de Como nos Tornamos Super-Heróis" Transliteração: "Min'na ga Hīrō ni Naru Made no Monogatari" (em japonês: 皆がヒーローになるまでの物語)          | Shōji Ikeno        | Shōji Ikeno                               | 25 de maio de 2024     |
| 143       | 5         | "Let You Down" | Tsuyoshi Tobita    | Kazuhiro Yoneda                           | 1 de junho de 2024     |
| 144       | 6         | "Division" | Takafumi Hino      | Akiko Ōtsuka                              | 8 de junho de 2024     |
| 145       | 7         | "Inflation" | Tomo Ōkubo         | Tomo Ōkubo                                | 15 de junho de 2024    |
| 146       | 8         | "Os Dois Flamejantes" Transliteração: "Futatsu no Kakushaku" (em japonês: 二つの赫灼)                                                                          | Shōji Ikeno        | Kō Matsuo                                 | 22 de junho de 2024    |
| 147       | 9         | "Extras" | Michiru Itabisashi | Akiko Ōtsuka                              | 29 de junho de 2024    |
| 148       | 10        | "Super-Herói Ferido, Queime e Brilhe Mais Forte!" Transliteração: "Shōshin Shōmei!! Teoi no Hīrō" (em japonês: 焼身照命!! 手負いのヒーロー)                    | Tsuyoshi Tobita    | Tomo Ōkubo                                | 13 de julho de 2024    |
| 149       | 11        | "Light Fades To Rain" | Shōji Ikeno        | Akiko Ōtsuka                              | 20 de julho de 2024    |
| 150       | 12        | "Aqueles que Defendem e Aqueles que Violam" Transliteração: "Fusegu Mono to Okasu Mono" (em japonês: 禦ぐ者と侵す者)                                           | Masayuki Otsuki    | Naomi Nakayama                            | 3 de agosto de 2024    |
| 151       | 13        | "Gerações Encadeadas" Transliteração: "Tsuranaru Seisō" (em japonês: 連なる星霜)                                                                               | Tomo Ōkubo         | Tomo Ōkubo                                | 17 de agosto de 2024   |
| 152       | 14        | "Com o Shoji." Transliteração: "Shōji-kun to Issho." (em japonês: しょーじくんといっしょ。)                                                                    | Shōji Ikeno        | Shōji Ikeno                               | 24 de agosto de 2024   |
| 153       | 15        | "Butterfly Effect" | Tsuyoshi Tobita    | Tomo Ōkubo                                | 31 de agosto de 2024   |
| 154       | 16        | "As Conexões que nos Trouxeram Até Aqui" Transliteração: "Koko ni Itaru Made no Tsuranari" (em japonês: ここに至るまでの連なり)                                | Hyūga Yamamura     | Takafumi Hino Hyūga Yamamura              | 7 de setembro de 2024  |
| 155       | 17        | "Hopes" | Tomo Ōkubo         | Tomo Ōkubo                                | 14 de setembro de 2024 |
| 156       | 18        | "It's a Small World" | Shōji Ikeno        | Shōji Ikeno                               | 21 de setembro de 2024 |
| 157       | 19        | "I Am Here" | Masayuki Otsuki    | Motonobu Hori                             | 28 de setembro de 2024 |
| 158       | 20        | "O Ego de Uma Garota" Transliteração: "Shōjo no Ego" (em japonês: 少女のエゴ)                                                                                  | Tsuyoshi Tobita    | Tensai Okamura                            | 5 de outubro de 2024   |
| 159       | 21        | "Batalha sem "Individualidade"" Transliteração: ""Kosei" Naki Tatakai" (em japonês: "個性"無き戦い)                                                            | Tomo Ōkubo         | Tomo Ōkubo                                | 12 de outubro de 2024  |

### OVAs
| N.º | Título no Brasil (Título em japonês) | Dirigido por     | Roteiro por                      | Data de lançamento                                                 |
| --- | --- | ---------------- | -------------------------------- | ------------------------------------------------------------------ |
| 1   | "Salve! Treinamento de Resgate!" Transliteração: "Sukue! Kyūjo Kunren!" (em japonês: 救え!救助訓練)                                                                         | Satoshi Takafuji | Katsuyuki Kodera                 | 27 de novembro de 2016 (evento) 4 de abril de 2017 (DVD)           |
| 2   | "Treinamento dos Mortos" Transliteração: "Torēningu obu za Deddo" (em japonês: トレーニング・オブ・ザ・デッド)                                                              | Ikurō Satō       | Shinji Ishihira                  | 2 de junho de 2017                                                 |
| 3   | "All Might: Rising" Transliteração: "Ōru Maito: Raijingu" (em japonês: オールマイト：ライジング)                                                                            | Kenji Nagasaki   | Kenji Nagasaki                   | 13 de fevereiro de 2019                                            |
| 4   | "Sobreviva! Treinamento de Sobrevivência Mortal - Parte 1" Transliteração: "Ikinokore! Kesshi no Sabaibaru Kunren Zenpen" (em japonês: 生き残れ！決死のサバイバル訓練 前編) | Shōji Ikeno      | Shinji Ishihira                  | 16 de agosto de 2020                                               |
| 5   | "Sobreviva! Treinamento de Sobrevivência Mortal - Parte 2" Transliteração: "Ikinokore! Kesshi no Sabaibaru Kunren Kōhen" (em japonês: 生き残れ！決死のサバイバル訓練 後編)  | Ikurō Satō       | Shinji Ishihira                  | 16 de agosto de 2020                                               |
| 6   | "Partida" Transliteração: "Tabidachi" (em japonês: 旅立ち) | Kenji Nagasaki   | Kenji Nagasaki                   | 16 de fevereiro de 2022                                            |
| 7   | "HBL <Hero League Baseball>" Transliteração: "Hīrō Rīgu Bēsubōru" (em japonês: ヒーローリーグベースボール)                                                                  | Ikurō Satō       | Shinji Satō Tomohiro Kamitani    | 16 de junho de 2022 (cinemas) 1 de agosto de 2022 (streaming)      |
| 8   | "Ria! Como se Estivesse no Inferno" Transliteração: "Warae! Jigoku no Yō ni" (em japonês: 笑え！地獄のように)                                                               | Masashi Abe      | Masashi Abe                      | 16 de junho de 2022 (cinemas) 1 de agosto de 2022 (streaming)      |
| 9   | "Batalha de Super-Heróis da U.A." Transliteração: "Yūei Hīrōzu Batoru" (em japonês: 雄英ヒーローズ・バトル)                                                                 | Tsuyoshi Tobita  | Shinji Ishihira Takashi Kawabata | 20 de outubro de 2023 (cinemas) 30 de novembro de 2023 (streaming) |
| 10  | "Uma Fatia de Bolo" Transliteração: "A Pīsu obu Keiku" (em japonês: アピースオブケイク)                                                                                     | ASA              | ASA                              | 19 de fevereiro de 2025                                            |

## Filmes
| N.º | Título no Brasil (Título em japonês) | Dirigido por   | Roteiro por   | Data de lançamento                                          |
| --- | --- | -------------- | ------------- | ----------------------------------------------------------- |
| 1   | My Hero Academia: Dois Heróis Transliteração: "Boku no Hīrō Akademia Za Mūbī: Futari no Hīrō" (em japonês: 僕のヒーローアカデミア THE MOVIE ～２人の～)                                        | Kenji Nagasaki | Yōsuke Kuroda | 5 de julho de 2018 (Anime Expo) 3 de agosto de 2018 (Japão) |
| 2   | My Hero Academia: O Filme - Ascensão dos Heróis Transliteração: "Boku no Hīrō Akademia Za Mūbī: Hīrōzu: Raijingu" (em japonês: 僕のヒーローアカデミア THE MOVIE ヒーローズ:ライジング)         | Kenji Nagasaki | Yōsuke Kuroda | 20 de dezembro de 2019                                      |
| 3   | My Hero Academia – Missão Mundial de Heróis Transliteração: "Boku no Hīrō Akademia Za Mūbī: Wārudo Hīrōzu Misshon" (em japonês: 僕のヒーローアカデミア THE MOVIE ワールドヒーローズミッション) | Kenji Nagasaki | Yōsuke Kuroda | 6 de agosto de 2021                                         |
| 4   | My Hero Academia: Agora é a Sua Vez Transliteração: "Boku no Hīrō Akademia Za Mūbī: Yuā Nekusuto" (em japonês: 僕のヒーローアカデミア THE MOVIE ユア ネクスト)                                 | Tensai Okamura | Yōsuke Kuroda | 2 de agosto de 2024                                         |

## Músicas-tema

### Temas de abertura
| Título                                                        | Título                                       | Artista                    | Episódios     | Ref.          |
| 1.ª temporada                                                 | 1.ª temporada                                | 1.ª temporada              | 1.ª temporada | 1.ª temporada |
| ------------------------------------------------------------- | -------------------------------------------- | -------------------------- | ------------- | ------------- |
|                                                               | "The Day"                                    | Porno Graffitti            | 1–13          | [ 44 ]        |
| 2.ª temporada                                                 |                                              |                            |               |               |
|                                                               | "Peace Sign"                                 | Kenshi Yonezu              | 14–26         | [ 45 ]        |
| "Sora ni Utaeba" (空に歌えば, lit. Se eu cantar para os céus) | amazarashi                                   | 27–38                      | [ 46 ]        |               |
| 3.ª temporada                                                 |                                              |                            |               |               |
|                                                               | "Odd Future"                                 | UVERworld                  | 39–51         | [ 47 ]        |
| "Make My Story"                                               | Lenny Code Fiction                           | 52–63                      | [ 48 ]        |               |
| 4.ª temporada                                                 |                                              |                            |               |               |
|                                                               | "Polaris"                                    | Blue Encount               | 64–76         | [ 49 ]        |
| "Starmarker"                                                  | Kana-Boon                                    | 77–88                      | [ 50 ]        |               |
| 5.ª temporada                                                 |                                              |                            |               |               |
|                                                               | "No.1"                                       | DISH                       | 89–101        | [ 51 ]        |
| "Merry-Go-Round"                                              | Man with a Mission                           | 102–113                    | [ 52 ]        |               |
| 6.ª temporada                                                 |                                              |                            |               |               |
|                                                               | "Hitamuki" (ひたむき, lit. Obstinado)        | Super Beaver               | 114–126       | [ 53 ]        |
| "Bokura no" (ぼくらの, lit. Nosso)                            | Eve                                          | 127–138                    | [ 54 ]        |               |
| 7.ª temporada                                                 |                                              |                            |               |               |
|                                                               | "Tagatame" (誰我為, lit. Pelo bem de alguém) | TK from Ling Tosite Sigure | 139–147       | [ 55 ]        |
| "Curtain Call"                                                | Yuuri                                        | 148–159                    | [ 56 ]        |               |

### Temas de encerramento
| Título                                                                   | Título                                                                                | Artista             | Episódios     | Ref.          |
| 1.ª temporada                                                            | 1.ª temporada                                                                         | 1.ª temporada       | 1.ª temporada | 1.ª temporada |
| ------------------------------------------------------------------------ | ------------------------------------------------------------------------------------- | ------------------- | ------------- | ------------- |
|                                                                          | "Heroes"                                                                              | Brian the Sun       | 1–13          | [ 44 ]        |
| 2.ª temporada                                                            |                                                                                       |                     |               |               |
|                                                                          | "Dakara, Hitori ja nai" (だから、ひとりじゃない, lit. Portanto, eu não estou sozinho) | Little Glee Monster | 14–26         | [ 45 ]        |
| "Datte Atashi no Hero" (だってアタシのヒーロー, lit. Porque o meu herói) | LiSA                                                                                  | 27–38               | [ 57 ]        |               |
| 3.ª temporada                                                            |                                                                                       |                     |               |               |
|                                                                          | "Update"                                                                              | miwa                | 39–51         | [ 47 ]        |
| "Long Hope Philia"                                                       | Masaki Suda                                                                           | 52–63               | [ 48 ]        |               |
| 4.ª temporada                                                            |                                                                                       |                     |               |               |
|                                                                          | "Kōkai no Uta" (航海の唄, lit. Canção de viagem)                                      | Sayuri              | 64–76         | [ 49 ]        |
| "Shout Baby"                                                             | Ryokuōshoku Shakai                                                                    | 77–88               | [ 50 ]        |               |
| 5.ª temporada                                                            |                                                                                       |                     |               |               |
|                                                                          | "Ashiato" (足跡, lit. Pegadas)                                                        | The Peggies         | 89–101        | [ 51 ]        |
| "Uso ja nai" (嘘じゃない, lit. Não é mentira)                            | Soshi Sakiyama                                                                        | 102–113             | [ 52 ]        |               |
| 6.ª temporada                                                            |                                                                                       |                     |               |               |
|                                                                          | "Sketch"                                                                              | Kiro Akiyama        | 114–126       | [ 58 ]        |
| "Kita Kaze" (キタカゼ, lit. Vento norte)                                 | Six Lounge                                                                            | 127–138             | [ 59 ]        |               |
| 7.ª temporada                                                            |                                                                                       |                     |               |               |
|                                                                          | "Tsubomi" (蕾, lit. Botão de flor)                                                    | Omoinotake          | 139–147       | [ 60 ]        |
| "Rokutōsei" (六等星, lit. Estrela de sexta magnitude)                    | Zarame                                                                                | 148–159             | [ 56 ]        |               |

## Lançamentos emhome video

### Em japonês
| Volume        | Volume        | Episódios               | Data de lançamento    | Ref.          |               |               |
| 1.ª temporada | 1.ª temporada | 1.ª temporada           | 1.ª temporada         | 1.ª temporada | 1.ª temporada | 1.ª temporada |
| ------------- | ------------- | ----------------------- | --------------------- | ------------- | ------------- | ------------- |
|               | 1             | 1–3                     | 29 de junho de 2016   | [ 61 ]        |               |               |
| 2             | 4–6           | 13 de julho de 2016     | [ 62 ]                |               |               |               |
| 3             | 7–9           | 17 de agosto de 2016    | [ 63 ]                |               |               |               |
| 4             | 10–11         | 14 de setembro de 2016  | [ 64 ]                |               |               |               |
| 5             | 12–13         | 12 de outubro de 2016   | [ 65 ]                |               |               |               |
| 2.ª temporada |               |                         |                       |               |               |               |
|               | 1             | 14–17                   | 19 de julho de 2017   | [ 66 ]        |               |               |
| 2             | 18–20         | 9 de agosto de 2017     | [ 67 ]                |               |               |               |
| 3             | 20–23         | 13 de setembro de 2017  | [ 68 ]                |               |               |               |
| 4             | 24–26         | 18 de outubro de 2017   | [ 69 ]                |               |               |               |
| 5             | 27–29         | 15 de novembro de 2017  | [ 70 ]                |               |               |               |
| 6             | 30–32         | 13 de dezembro de 2017  | [ 71 ]                |               |               |               |
| 7             | 33–35         | 17 de janeiro de 2018   | [ 72 ]                |               |               |               |
| 8             | 36–38         | 14 de fevereiro de 2018 | [ 73 ]                |               |               |               |
| 3.ª temporada |               |                         |                       |               |               |               |
|               | 1             | 39–42                   | 18 de julho de 2018   | [ 74 ]        |               |               |
| 2             | 43–45         | 15 de agosto de 2018    | [ 75 ]                |               |               |               |
| 3             | 46–48         | 19 de setembro de 2018  | [ 76 ]                |               |               |               |
| 4             | 49–51         | 17 de outubro de 2018   | [ 77 ]                |               |               |               |
| 5             | 52–54         | 14 de novembro de 2018  | [ 78 ]                |               |               |               |
| 6             | 55–57         | 19 de dezembro de 2018  | [ 79 ]                |               |               |               |
| 7             | 58–60         | 16 de janeiro de 2019   | [ 80 ]                |               |               |               |
| 8             | 61–63         | 13 de fevereiro de 2019 | [ 81 ]                |               |               |               |
| 4.ª temporada |               |                         |                       |               |               |               |
|               | 1             | 64–68                   | 22 de janeiro de 2020 | [ 82 ]        |               |               |
| 2             | 69–72         | 19 de fevereiro de 2020 | [ 83 ]                |               |               |               |
| 3             | 73–76         | 18 de março de 2020     | [ 84 ]                |               |               |               |
| 4             | 77–80         | 15 de abril de 2020     | [ 85 ]                |               |               |               |
| 5             | 81–84         | 20 de maio de 2020      | [ 86 ]                |               |               |               |
| 6             | 85–88         | 19 de agosto de 2020    | [ 87 ]                |               |               |               |
| 5.ª temporada |               |                         |                       |               |               |               |
|               | 1             | 89–95                   | 21 de julho de 2021   | [ 88 ]        |               |               |
| 2             | 96–101        | 22 de setembro de 2021  | [ 89 ]                |               |               |               |
| 3             | 102–107       | 24 de novembro de 2021  | [ 90 ]                |               |               |               |
| 4             | 108–113       | 19 de janeiro de 2022   | [ 91 ]                |               |               |               |
| 6.ª temporada |               |                         |                       |               |               |               |
|               | 1             | 114–120                 | 18 de janeiro de 2023 | [ 92 ]        |               |               |
| 2             | 121–126       | 15 de março de 2023     | [ 93 ]                |               |               |               |
| 3             | 127–132       | 17 de maio de 2023      | [ 94 ]                |               |               |               |
| 4             | 133–138       | 19 de julho de 2023     | [ 95 ]                |               |               |               |
| 7.ª temporada |               |                         |                       |               |               |               |
|               | 1             | 139–145                 | 17 de julho de 2024   | [ 96 ]        |               |               |
| 2             | 146–152       | 16 de outubro de 2024   | [ 97 ]                |               |               |               |
| 3             | 153–159       | 18 de dezembro de 2024  | [ 98 ]                |               |               |               |

### Em português europeu
| Volume        | Volume        | Episódios     | Data de lançamento  | Ref.          |
| 1.ª temporada | 1.ª temporada | 1.ª temporada | 1.ª temporada       | 1.ª temporada |
| ------------- | ------------- | ------------- | ------------------- | ------------- |
|               | 1             | 1–13          | 18 de março de 2020 | [ 99 ]        |
| 2.ª temporada |               |               |                     |               |
|               | 1             | 14–38         | 18 de março de 2020 | [ 100 ]       |